# Oscaruddelingen 1973
Oscaruddelingen 1973 var den 45. oscaruddeling, hvor de bedste film fra 1972 blev hædret af Academy of Motion Picture Arts and Sciences. Uddelingen blev afholdt 27. marts 1973 i Dorothy Chandler Pavilion i Los Angeles, Californien, USA. Værterne var Carol Burnett, Michael Caine, Charlton Heston og Rock Hudson.

## Vindere og nominerede
Vindere står øverst, er skrevet i fed.
| Bedste film | Bedste instruktør |
| --- | --- |
| - The Godfather – Albert S. Ruddy, producer - Cabaret – Cy Feuer, producer - Udflugt med døden – John Boorman, producer - Udvandrerne – Bengt Forslund, producer - Drømmen om et nyt liv – Robert B. Radnitz, producer | - Bob Fosse – Cabaret - John Boorman – Udflugt med døden - Jan Troell – Udvandrerne - Francis Ford Coppola – The Godfather - Joseph L. Mankiewicz – Dobbeltspil |
| Bedste mandlige hovedrolle | Bedste kvindelige hovedrolle |
| - Marlon Brando – The Godfather som Vito Corleone (afvist) - Michael Caine – Dobbeltspil som Milo Tindle - Laurence Olivier – Dobbeltspil som Andrew Wyke - Peter O'Toole – Den herskende klasse som Jack Gurney - Paul Winfield – Drømmen om et nyt liv som Nathan Lee Morgan                                                                                  | - Liza Minnelli – Cabaret som Sally Bowles - Diana Ross – Lady Sings the Blues som Billie Holiday - Maggie Smith – Min utæmmelige tante som Augusta Bertram - Cicely Tyson – Drømmen om et nyt liv som Rebecca Morgan - Liv Ullmann – Udvandrernesom Kristina Nilsson |
| Bedste mandlige birolle | Bedste kvindelige birolle |
| - Joel Grey – Cabaret som the M.C. - Eddie Albert – Hjerteknuseren som Mr. Corcoran - James Caan – The Godfather som Santino "Sonny" Corleone - Robert Duvall – The Godfather som Tom Hagen - Al Pacino – The Godfather som Michael Corleone | - Eileen Heckart – Fri som en sommerfugl som Mrs. Baker - Jeannie Berlin – Hjerteknuseren as Lila Kolodny - Geraldine Page – Pete & Tillie som Gertrude Wilson - Susan Tyrrell – Fat City som Oma - Shelley Winters – SOS Poseidon kalder som Belle Rosen |
| Bedste historie og manuskript baseret på faktuelt materiale eller materiale, der ikke tidligere er offentliggjort eller produceret | Bedste manuskript baseret på materiale fra et andet medium |
| - Stem på McKay – Jeremy Larner - Borgerskabets diskrete charme – Luis Buñuel og Jean-Claude Carrière - Lady Sings the Blues – Chris Clark, Suzanne de Passe og Terence McCloy - Uroligt hjerte – Louis Malle - Den unge eventyrer – Carl Foreman | - The Godfather – Francis Ford Coppola og Mario Puzo baseret på romanen af Puzo - Cabaret – Jay Presson Allen baseret på musicalen af Fred Ebb og John Kander og bogen af Joe Masteroff - Udvandrerne – Bengt Forslund og Jan Troell baseret på romanerne Udvandrerne og Mod nye hjem af Vilhelm Moberg - Pete & Tillie – Julius J. Epstein baseret på historien Witch's Milk af Peter De Vries - Drømmen om et nyt liv – Lonne Elder III baseret på romanen af William H. Armstrong                        |
| Bedste fremmedsprogede film | Bedste dokumentar |
| - Borgerskabets diskrete charme (Frankrig) på Fransk – Luis Buñuel - A zori zdes tikhie (USSR) på russisk – Stanislav Rostotsky - Rosa - jeg elsker dig (Israel) på hebræisk – Moshé Mizrahi - Mi querida señorita (Spanien) på spansk – Jaime de Armiñán - Nybyggerne (Sverige) på svensk – Jan Troell                                                         | - Marjoe – Sarah Kernochan og Howard Smith - Bij de beesten af – Bert Haanstra - Malcolm X – Arnold Perl (posthumt) og Marvin Worth - Manson – Robert Hendrickson og Laurence Merrick - The Silent Revolution – Eckehard Munck |
| Bedste korte dokumentar | Bedste kortfilm |
| - Deze kleine wereld – Charles Huguenot van der Linden og Martina Huguenot van der Linden - Hundertwassers Regentag – Peter Schamoni - K-Z – Giorgio Treves - Selling Out – Tadeusz Jaworski - The Tide of Traffic – Humphrey Swingler | - Norman Rockwell's World... An American Dream – Richard Barclay - Frog Story – Ray Gideon and Ron Satlof - Solo – David Adams |
| Bedste korte animationsfilm | Bedste originale musik |
| - A Christmas Carol – Richard Williams - Kama Sutra Rides Again – Bob Godfrey - Tup Tup – Nedeljko Dragic | - Rampelys – Charlie Chaplin, Raymond Rasch (Posthumt) og Larry Russell (posthumt) - Enhjørningen – John Williams - Napoleon and Samantha – Buddy Baker - SOS Poseidon kalder – John Williams - Dobbeltspil – John Addison |
| Best musik: Sangbaseret eller adapteret | Bedste originale sang |
| - Cabaret – Adapteret af Ralph Burns - Lady Sings the Blues – Adapteret af Gil Askey - Manden fra La Mancha – Adapteret ag Laurence Rosenthal | - "The Morning After" fra SOS Poseidon kalder – Musik og tekst af Joel Hirschhorn og Al Kasha - "Ben" fra Ben – Musik af Walter Scharf; tekst af Don Black - "Come Follow, Follow Me" from The Little Ark – Musik af Fred Karlin; Tekst af Marsha Karlin - "Marmalade, Molasses & Honey" from Judge Roy Bean - Vestens blodige dommer – Musik af Maurice Jarre; Tekst af Alan and Marilyn Bergman - "Strange Are the Ways of Love" from The Stepmother – Musik af Sammy Fain; Tekst af Paul Francis Webster |
| Bedste kostumer | Bedste lyd |
| - Min utæmmelige tante – Anthony Powell - The Godfather – Anna Hill Johnstone - Lady Sings the Blues – Ray Aghayan, Norma Koch og Bob Mackie - SOS Poseidon kalder – Paul Zastupnevich - Den unge eventyrer – Anthony Mendleson | - Cabaret – David Hildyard and Robert Knudson - Fri som en sommerfugl – Charles T. Knight and Arthur Piantadosi - Stem på McKay – Gene Cantamessa and Richard Portman - The Godfather – Bud Grenzbach, Christopher Newman and Richard Portman - SOS Poseidon kalder – Herman Lewis og Theodore Soderberg |
| Bedste scenografi | Bedste fotografering |
| - Cabaret – Hans Jürgen Kiebach, Rolf Zehetbauer og Herbert Strabel - Lady Sings the Blues – Carl Anderson og Reg Allen - SOS Poseidon kalder – William Creber og Raphaël Bretton - Min utæmmelige tante – John Box, Robert W. Laing og Gil Parrondo - Den unge eventyrer – Donald M. Ashton, Geoffrey Drake, John Graysmark, William Hutchinson og Peter James | - Cabaret – Geoffrey Unsworth - 1776 – Harry Stradling Jr. - Fri som en sommerfugl – Charles Lang - SOS Poseidon kalder – Harold E. Stine - Min utæmmelige tante – Douglas Slocombe |
| Bedste klipning | |
| - Cabaret – David Bretherton - Udflugt med døden – Tom Priestley - The Godfather – William H. Reynolds and Peter Zinner - 4 uheldige helte – Fred W. Berger and Frank P. Keller - SOS Poseidon kalder – Harold F. Kress | |